# Клан Барретт

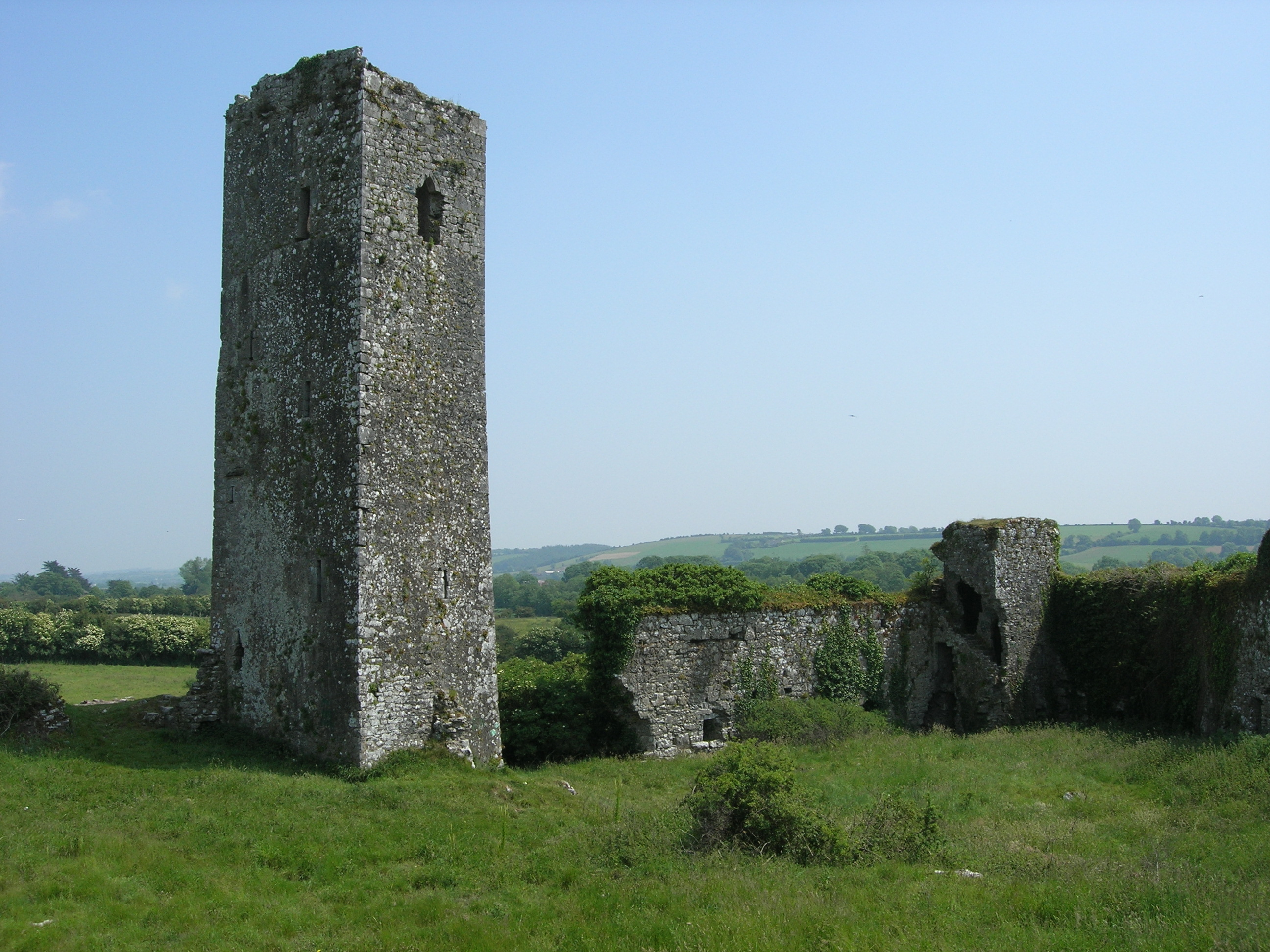
Замок Баллінколліг – резиденція вождів клану Барретт.

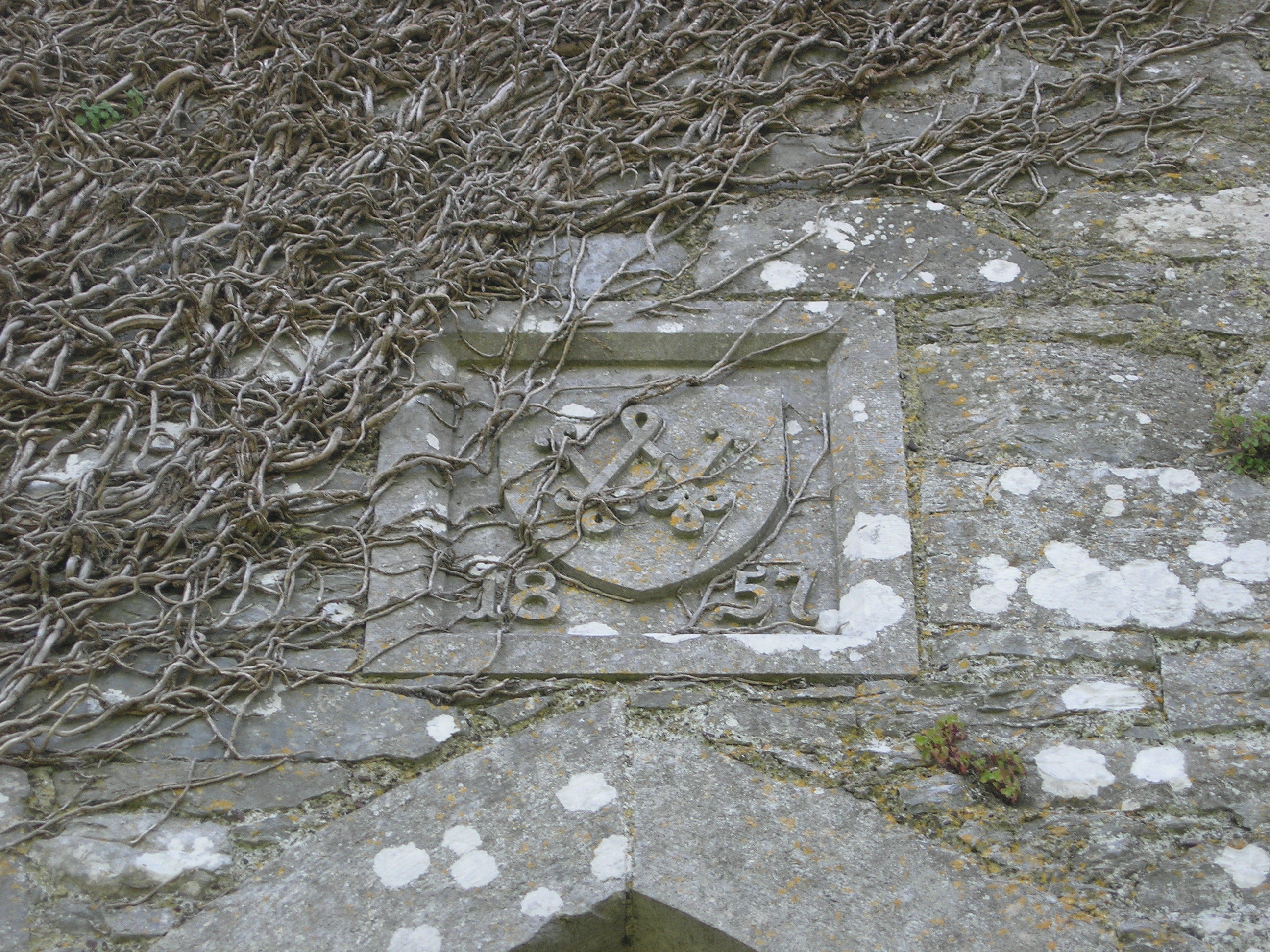
Монограма на замку Баллінколліг.

Клан Барретт (англ. – Clan Barrett) – один із кланів Ірландії початково нормандсько-валійського походження. Клан включає чисельні септи, в тому числі септи МакПадайн, МакВаттін, МакЕвіллі (Мак Віледа), МакЕндрю.  

## Девіз клану Барретт
Frangas non flectes: virtus probitas – Зупинка не зміна: сила переможе (лат.)

## Історія клану Барретт
Клан Барретт походить від норманів, що переселились до Ірландії під час англо-норманського завоювання Ірландії 1171 року. Клан походить від Джона Барета – норманського лицаря, що згадується в книзі «Демесдей». Цей лицар прийшов на Британські острови з Нормандії в 1066 році разом з Вільгельмом Завойовником. Його нащадки оселились пізніше в Уельсі після його завоювання англо-норманськими феодалами. 
У 1171 році лицар Барретт переселився до Ірландії разом з графом Стронгбоу (Річардом Ле Клером, II графом Пембрука). Він був найнятий у військо графа під час його вторгнення в Ірландію. 
В Ірландії потім виникло два клани Барретт. Перша гілка – Барретт Манстер з графства Корк, друга гілка – Барретт Коннахт, що володіла землями в нинішніх графствах Мейо та Голвей. Ці дві гілки вважалися незалежними кланами до того, як дослідження останніх десятиліть довели протилежне. Англійські джерела XIII століття чітко вказують, що вождями цих двох гілок клану Барретт в Корку та Мейо були одні і ті ж люди, і що їх предки переселились з Уельсу. У старі часи родини Барретт Коннахт та Барріс Коннахт називалися «валійцями з Тіравлі».   
Деякий час історики вважали подібність цих двох назв випадковими. Вважалося, що Барретти з Корка отримали свою назву від нормандського «Барет», у той час, як Барретти з Коннахту отримали свою назву від ірландського слова «барєд» (ірл. – Bairéad) – войовничий. Обидві гілки клану Барретт були повністю асимільовані ірландцями і перетворилися в типові ірландські клани, стали за словами істориків «більшими ірландцями. аніж самі ірландці». Вожді клану Барретт Тіравлі протягом століть були відомі в Ірландії під назвою Мак Ваттін, що перетворилась потім в назву Мак Пайдін або Мак Падін. Потім з цієї назви виникло прізвище Падден, що трапляється і досі в графстві Мейо.
У битві під Босвортом клан Барретт в якості найманців підтримав короля Англії Генріха VII. 
Клан Барретт разом з кланом Лайнотт оспіваний в старовинній ірландській баладі «Валійці з Тіравлі». 
Вожді клану Барретт мали кілька резтиденцій. Однією з резиденцій був замок Барретт (Кастл Мор). Замок Барретт був побудований в XIII столітті. Тоді замок був відомий під назвою замок Мор. У 1439 році замок захопив граф Десмонд. Клан Барретт придбав замок в XVII столітті. У XIII – XV століттях Барретти постійно воювали з непокірними ірландськими кланами, які хотіли звільнити Ірландію від англо-норманських феодалів. Але поступово «старі англійці» переймали ірландські мову і звичаї, одружувалися з дочками вождів ірландських кланів і поступово «ставали більшими ірландсцями ніж самі ірландці» і виступали за незалежність Ірландії і створення самостійної ірландської держави. Барретти воювали переважно в Коннахті, що лишався незалежним ірландським королівством. Баррети були васалами феодалів де Бурго. 
У XV столітті Ірландія переживала бурхливі часи – ірландські клани відвойовували свої землі і тіснили англійських поселенців. Влада Англії поширювалась тільки на колонію Пейл – околиці Дубліна. Решта Ірландії стала незалежною від Англії. Проте Барретти вели досить спокійне життя. Вони стали васалами могутнього ірландського клану Мак Карті, якому вони платили данину 11 фунтів стерлінгів на рік починаючи з 1420 року. На той час це була велика сума. Після 1425 року, коли королі Демсонду захопили землі Де Коганів, Барретти платили їм 12 марок щороку.
Десь в середині XV століття Барретти придбали замок Баллінколліг. У документі, що датується 28 листопада 1611 року сер Домінік Сарсфілд писав лорду Кер’ю: «Замок Баллінколліг придбав на восьмому році правління короля Едварда IV в Робарта Койла лицаря». Замок з того часу став головною резиденцією лордів Барретт. Крім замку Баллінколліг Барретти володіли землями та замками Морн, Гарріклойн, Кастлейн, Клохан Мак Уллік.
1590 року виник збройний конфлікт через замок Баллінколліг. У липні 1591 року Ендрю Баррет з озброєним загоном чисельністю 60 чоловік напав на замок, яким тоді володів його родич Едмонд Барретт. Три роки по тому сер Фінін О’Дрісколл – шерий графства Корк присудив заплатити штраф 100 фунтів стерлінгів Ендрю Барретту та його спільникам, що захопили замок на користь Едмонда. Але Ендрю відмовився платити. У 1595 році Едмонд подав в суд на свого двоюрідного брата Ендрю. Суд ув’язнив Едрю та взяв з нього штраф 20 фунтів стерлінгів. Але на початку XVII століття лорди Барретти втратили замок Баллінколліг. Барретти залізли в борги, мусили платити судові штрафи, потрібні були гроші на придане. Вони взяли кредит під свої землі та замки в 1618 році в лихварів Коппінгерів. Зберігся документ про це, де зокрема пишеться: «... Вільям Барретт з Баллінколліг, що в графстві Корк, джентльмен, ... 240 фунтів стерлінгів має заплатити Едмонду Коппінгеру Фіц-Роберту з графства Корк, джентльмену, у випадку несплати Едмонд Коппінгер та його спадкоємці привласнюють всі землі, замки, селища...» У 1630 році борг зріс до £ 790. Коппінгер отрима у володіння землі та замок. У 1641 році спалахнуло повстання за незалежність Ірландії. Замок захопили повстанці. У 1644 році замок штурмували війська Олівера Кромвеля. Замок знову став ареною боїв під час так званих вільямітських (якобітських) війн в Ірландії. У 1689 році замок захопила армія короля католика Джеймса II. У 1690 році замок був закинутий і перетворився на руїну. Нині замок стоїть на приватній землі.
У 1584 році Барретти захопили землі в нинішньому графстві Мейо. Сер Едмонд Баррет отримав землі баронства Ерріс і поселився в замку Дулу. До англійського завоювання землі Ерріс були відомі як землі Аррус Думдомнайлл і належали незалежним ірландським кланам. У 1641 році спалахнуло повстання за незалежність Ірландії. Над замком Барретт замайорів прапор Ірландської конфедерації. У 1645 році англійська армія Олівера Кромвеля штурмувала замок Барретт. Замок був сильно пошкоджений вогнем артилерії. У 1690 році йшла так звана якобітська (вільямітська) війна між королем католиком Яковом II, що контролював Ірландію та королем протестантом Вільгельмом III Оранським. Володар замку Барретт – Джон Барретт підтримав Якова II, як і всі ірландські католики. Після битви на річці Бойн ірландці-католики були розбиті, замок Барретт та землі навколо нього площею 12 000 акрів були конфісковані у власника. Замок був закинутий і перетворився на повну руїну.   
В американських колоніях Англії першою людиною з клану Барретт був Джеймс Барретт, що оселився в Чарльзтауні (ніні штат Массачусетс) в 1643 році. Його син Джеймс служив в армії і брав участь у тодішніх війнах. Джеймс Барретт служив полковником в Лексінктоні в 1775 році. 

## Походження назви клану
Існують чисельні гіпотези про походження назви Барретт. Є версія, що назва походить від французьких слів Berault або Beraud, що означають «сила ведмедя». Є версія, що назва походить від імені Бернард, що означає «сильний ведмідь». Є версія, що назва походить від слова Барневельд – «долина ведмедя». 